# 公立小松大学
公立小松大学（日语：／ Koritsu Komatsu Daigaku *）是一所位于日本石川县小松市的公立大学。2018年创校。

## 相关链接
- 小松短期大学